# Liliopsida
Liliopsida is een botanische naam in de rang van klasse. Deze naam is gevormd door in de familienaam Liliaceae de uitgang -aceae te vervangen door -opsida (Art 16 van de ICBN).
Alhoewel in principe de omschrijving van deze klasse zal variëren met het taxonomische systeem dat gebruikt wordt is in de praktijk deze naam sterk verbonden met het Cronquistsysteem (1981), en het daarmee vergelijkbare Takhtajansysteem. Deze twee zijn de enige grote systemen die de naam gebruiken, en in beide systemen verwijst het naar de groep die bekendstaat als eenzaadlobbigen. Eerdere systemen verwezen naar deze groep met de naam Monocotyledones, waarbij Monocotyledoneae een oudere spelling is (deze namen mogen nog steeds gebruikt worden en zijn niet aan een bepaalde rang gebonden). Systemen zoals het Dahlgren en het Thornesysteem (deze zijn beide meer recent dan het Takhtajan en Cronquistsysteem) noemen deze groep Liliidae (een naam in de rang van onderklasse). Moderne systemen, zoals het APG- (1998) en het APG II-systeem (2003) verwijzen naar deze groep met de naam monocots (een clade). In de praktijk zal de naam Liliopsida dus bijna altijd verwijzen naar de omschrijving in het Cronquistsysteem.
In samenvatting heten de eenzaadlobbigen:
- Monocotyledoneae in het De Candolle-systeem alsook in het Englersysteem.
- Monocotyledones in het Bentham & Hooker-systeem en het Wettsteinsysteem
- klasse Liliopsida in het Takhtajan and het Cronquistsysteem (alsook in het Revealsysteem).
- onderklasse Liliidae in het Dahlgrensysteem en het Thornesysteem.
- clade monocots in het APG- en het APG II-systeem (de 23e druk van de Heukels vertaalt dit als "Eenzaadlobbigen".

Elk van de genoemde systemen gebruikt zijn eigen interne taxonomie voor deze groep.

## Liliopsidain het Takhtajansysteem
Het Takhtajansysteem gebruikt de volgende interne taxonomie:
- klasse Liliopsida [= eenzaadlobbigen]
  - onderklasse Alismatidae
    - superorde Alismatanae

  - onderklasse Arecidae
    - superorde Arecanae

  - onderklasse Aridae
    - superorde Aranae
    - superorde Cyclanthanae
    - superorde Pandananae
    - superorde Typhanae

  - onderklasse Commelinidae
    - superorde Bromelianae
    - superorde Commelinanae
    - superorde Hydatellanae
    - superorde Juncanae
    - superorde Poanae
    - superorde Pontederianae
    - superorde Zingiberanae

  - onderklasse Liliidae
    - superorde Dioscoreanae
    - superorde Lilianae

  - onderklasse Triurididae
    - superorde Triuridanae

## Liliopsidain het Cronquistsysteem
Het Cronquistsysteem gebruikt de volgende interne taxonomie:
- klasse Liliopsida [= eenzaadlobbigen]
  - onderklasse Alismatidae
    - orde Alismatales
    - orde Hydrocharitales
    - orde Najadales
    - orde Triuridales

  - onderklasse Arecidae
    - orde Arales
    - orde Arecales
    - orde Cyclanthales
    - orde Pandanales

  - onderklasse Commelinidae
    - orde Commelinales
    - orde Cyperales
    - orde Eriocaulales
    - orde Hydatellales
    - orde Juncales
    - orde Restionales
    - orde Typhales

  - onderklasse Liliidae
    - orde Liliales
    - orde Orchidales

  - onderklasse Zingiberidae
    - orde Bromeliales
    - orde Zingiberales

## Liliopsidain het Revealsysteem
Het Revealsysteem gebruikt de volgende interne taxonomie:
- klasse 3. Liliopsida [= eenzaadlobbigen]
  - onderklasse 1. Alismatidae
    - superorde 2. Alismatanae
    - superorde 1. Butomanae

  - onderklasse 6. Commelinidae
    - superorde 1. Bromelianae
    - superorde 3. Commelinanae
    - superorde 4. Hydatellanae
    - superorde 6. Juncanae
    - superorde 2. Pontederianae
    - superorde 5. Typhanae

  - onderklasse 3. Aridae
    - superorde 1. Acoranae
    - superorde 2. Aranae
    - superorde 3. Cyclanthanae
    - superorde 4. Pandananae

  - onderklasse 4. Liliidae
  - onderklasse 5. Arecidae
    - superorde 1. Arecanae

  - onderklasse 2. Triurididae
    - superorde 1. Triuridanae

  - onderklasse 7. Zingiberidae
    - superorde 1. Zingiberanae